# Нгау
Нгау (фидж. Gau) — остров в Фиджи. Административно входит в состав провинции Ломаивичи.

## География
Остров Нгау расположен в Тихом океане в островной группе Ломаивичи, примерно в 90 км к востоку от острова Вити-Леву. Ближайший материк, Австралия, находится примерно в 2800 км.
С точки зрения геологии остров имеет смешанное вулканическое и коралловое происхождение. Площадь Нгау составляет около 140 км², что делает его пятым крупнейшим островом страны (после Вануа-Леву, Вити-Леву, Тавеуни и Кандаву). Поверхность гористая. Высшая точка достигает 738 м.
Большое количество представителей местной флоры и фауны, произрастающей и обитающей на Нгау, являются эндемиками. Почвы имеют вулканическое происхождение и отличаются высоким плодородием. Климат влажный тропический.

## История
Европейским первооткрывателем острова считается британский путешественник Уильям Блай, открывший его в 1789 году.

## Население
Численность населения острова составляет около 8 тысяч человек, которые проживают в 16 деревнях и 11 небольших поселениях, разделённых на три округа.

## Экономика
Основу экономики составляет сельское хозяйство (прежде всего, производство копры).